# The Creator (2023)
The Creator ist ein Science-Fiction-Actionthriller von Gareth Edwards aus dem Jahr 2023. Die Hauptrolle übernahm John David Washington. Nach einer nuklearen Explosion in Los Angeles und einem Krieg gegen eine künstliche Intelligenz wird ein ehemaliger Spezialagent rekrutiert, um den „Schöpfer“ zu jagen und zu töten, der eine geheimnisvolle Waffe entwickelt hat, die den Krieg beenden kann. Der Kinostart des IMAX-Films erfolgte am 29. September 2023 in den USA und in Deutschland einen Tag früher. Die Premiere fand bereits am 26. September 2023 auf dem Fantastic Fest statt.

## Handlung
Nachdem eine Atombombe von einer künstlichen Intelligenz auf Los Angeles abgeworfen wurde, verbietet der Westen KI. Neu Asien, eine Region im heutigen Südostasien, teilt die Bedenken nicht, weshalb ein Krieg zwischen den beiden Parteien beginnt. Um diesen zu gewinnen, baut der Westen die fliegende Kampfstation NOMAD (North American Orbital Mobile Aerospace Defense). Joshua ist Agent des Westens, der sich bei KI-Sympathisanten eingeschleust hat. Dabei verliebte er sich in Maya, die angeblich die Tochter des KI-Entwicklers Nirmata (nepalesisch für Schöpfer) sein soll und kurz darauf von Joshua schwanger wird. Nach einem Angriff ohne sein Wissen auf das Versteck sterben anscheinend seine Frau sowie das ungeborene Kind und er verliert Teile seiner Erinnerungen.
Fünf Jahre später wird Joshua von Vertretern des Militärs aufgesucht. Diese haben von einer Waffe erfahren, die angeblich NOMAD vernichten kann und wohl von Nirmata entwickelt wurde. Als Überlebender der letzten Mission wollen sie Joshua anheuern und zeigen ihm Aufnahmen seiner vermeintlich lebenden Frau. Daraufhin schöpft er Hoffnung und willigt ein, die Waffe suchen zu wollen. Zusammen mit einer Militärcrew landet er hinter den feindlichen Linien und macht das Labor von Nirmata ausfindig.
Hinter einer schwer gesicherten Tür findet Joshua ein kleines Kind, das als Cyborg erkennbar ist und die gefährliche Waffe sein soll. Später zeigt sich, dass es die Fähigkeit hat, Technologie aus der Ferne auszuschalten. Er bringt es nicht übers Herz das Kind zu töten. Stattdessen zeigt er ihm ein Bild von Maya, die von dem Kind erkannt wird. Aus der Hoffnung Maya wiederzufinden, flieht er mit dem Kind und entgeht dabei Robotern und Cyborgs der örtlichen Polizei. Zugleich machen sich Colonel Howell und McBride, zwei Überlebende aus der Spezialeinheit, ebenfalls auf die Jagd nach Joshua und dem Kind.
Während der Flucht wird Joshua mit dem Kind vertrauter, das er auf den Namen Alfie tauft. Mithilfe von Drew, einem alten Freund aus seiner Zeit als Doppelagent, orten sie den Ring, den er Maya geschenkt hat, und reisen dorthin. Es handelt sich um das alte Haus von Joshua und Maya an einem Strand. In den Ruinen findet Joshua den Ring, bevor er von angreifenden Cyborgs um den Anführer Harun gefangen genommen wird. Drew kommt bei diesem Aufeinandertreffen ums Leben. Auf einem Boot zum nächsten Unterschlupf gelingt Joshua mit Alfies Hilfe die Flucht, woraufhin er sich als blinder Passagier versteckt.
An Land angekommen spielt Alfie ausgelassen mit den menschlichen Kindern, während sich die Menschen und Cyborgs beraten, ob sie das Kind zu Nirmata bringen sollen. Nachts, als die Bewacher schlafen, schleicht sich Joshua in das Lager, schaltet Harun in den Standby-Modus und nimmt Alfie mit. Auf der Flucht sehen sie einen gigantischen Panzer der amerikanischen Armee, der den Unterschlupf der Sympathisanten angreift. Daraufhin macht Alfie kehrt, um den Menschen beizustehen, und wird dabei angeschossen. Joshua bleibt keine Wahl und rettet Alfie vor den Soldaten. Er erschießt McBride und hat damit endgültig die Seiten gewechselt. Harun vertraut ihm daraufhin und nimmt ihn mit ins Kloster, in dem sich Maya, die Mutter von Alfie, aufhält. Dort erkennt Joshua allerdings, dass sich Maya seit dem Angriff im Koma befindet. Sie selbst und nicht ihr Vater ist Nirmata und hat Alfie nach dem Vorbild ihres ungeborenen Kindes geschaffen. Aus Respekt können die Cyborgs die lebenserhaltenden Geräte nicht ausschalten und bitten deshalb Joshua, dies zu tun. Colonel Howell, die letzte Soldatin der Spezialeinheit, taucht mit Verstärkung auf und will Mayas Bewusstsein mittels einer neuartigen Maschine herunterladen. Dies gelingt ihr, doch Harun kann sie im Feuergefecht töten. Die westlichen Soldaten nehmen Alfie und Joshua gefangen und bringen sie zurück in die USA.
Das Militär will Alfie exekutieren, durch ihre Kräfte kann sie dies jedoch verhindern. Stattdessen soll Joshua sie mittels eines EMP töten. Alfie stellt sich jedoch zunächst nur tot; auf dem Weg zum Krematorium gelingt ihnen die Flucht. Sie übernehmen die Kontrolle über einen Linienflug. Von dort fliegen sie zu NOMAD, wo Joshua einen Sprengsatz anbringen kann. Alfie findet Klone von Maya und lädt in einen das gespeicherte Bewusstsein hoch. Daraufhin flieht sie in eine Rettungskapsel. Joshua aber muss zurückbleiben, weil die Kapsel sich nicht erneut öffnen lässt. Während die Station zu explodieren beginnt, trifft Joshua die wiederauferstandene Maya. Am Boden sieht man, wie Alfie auf der Erde landet und die Menschen den Absturz der NOMAD bejubeln.

## Produktion

### Besetzung

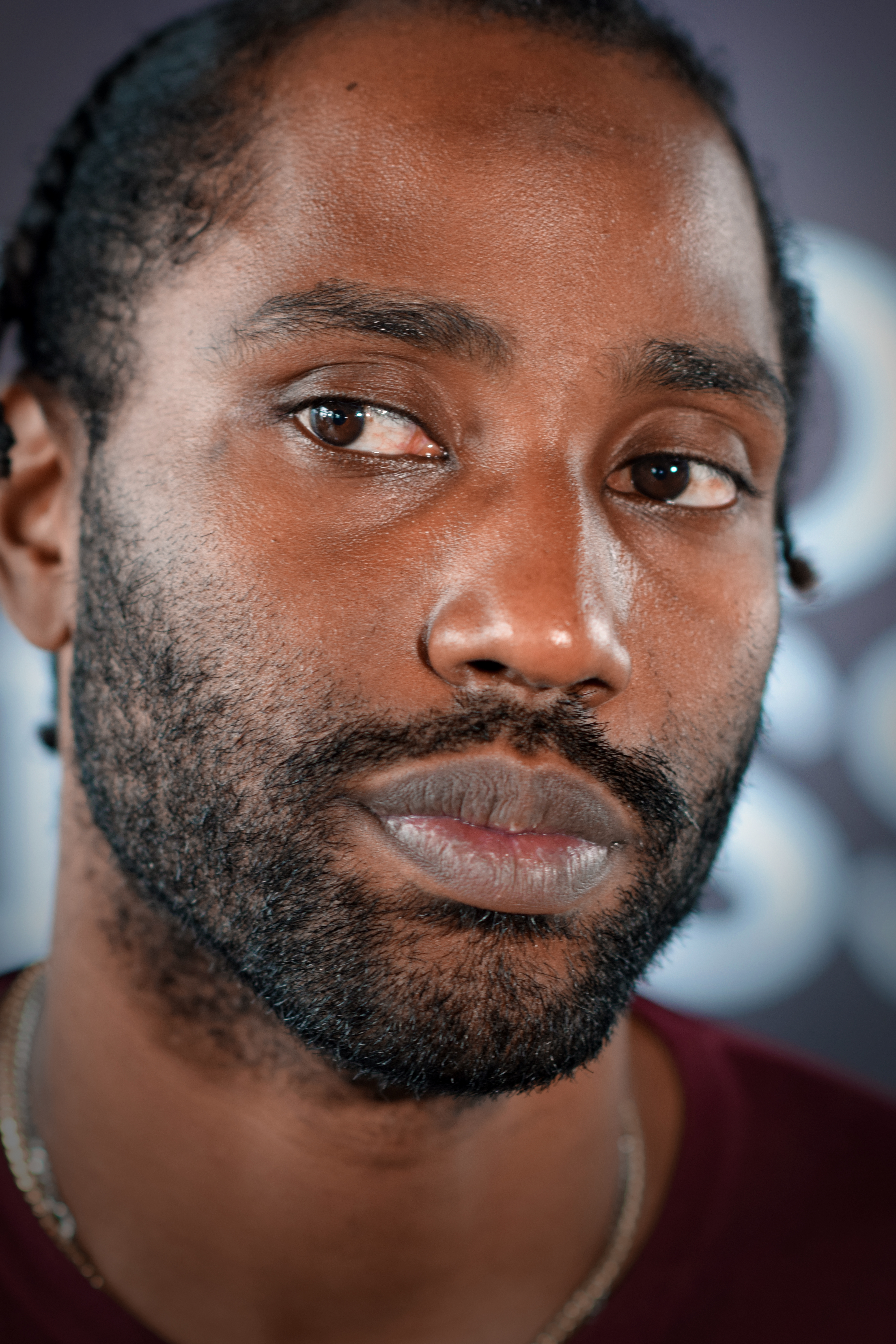
John David Washington (2022)
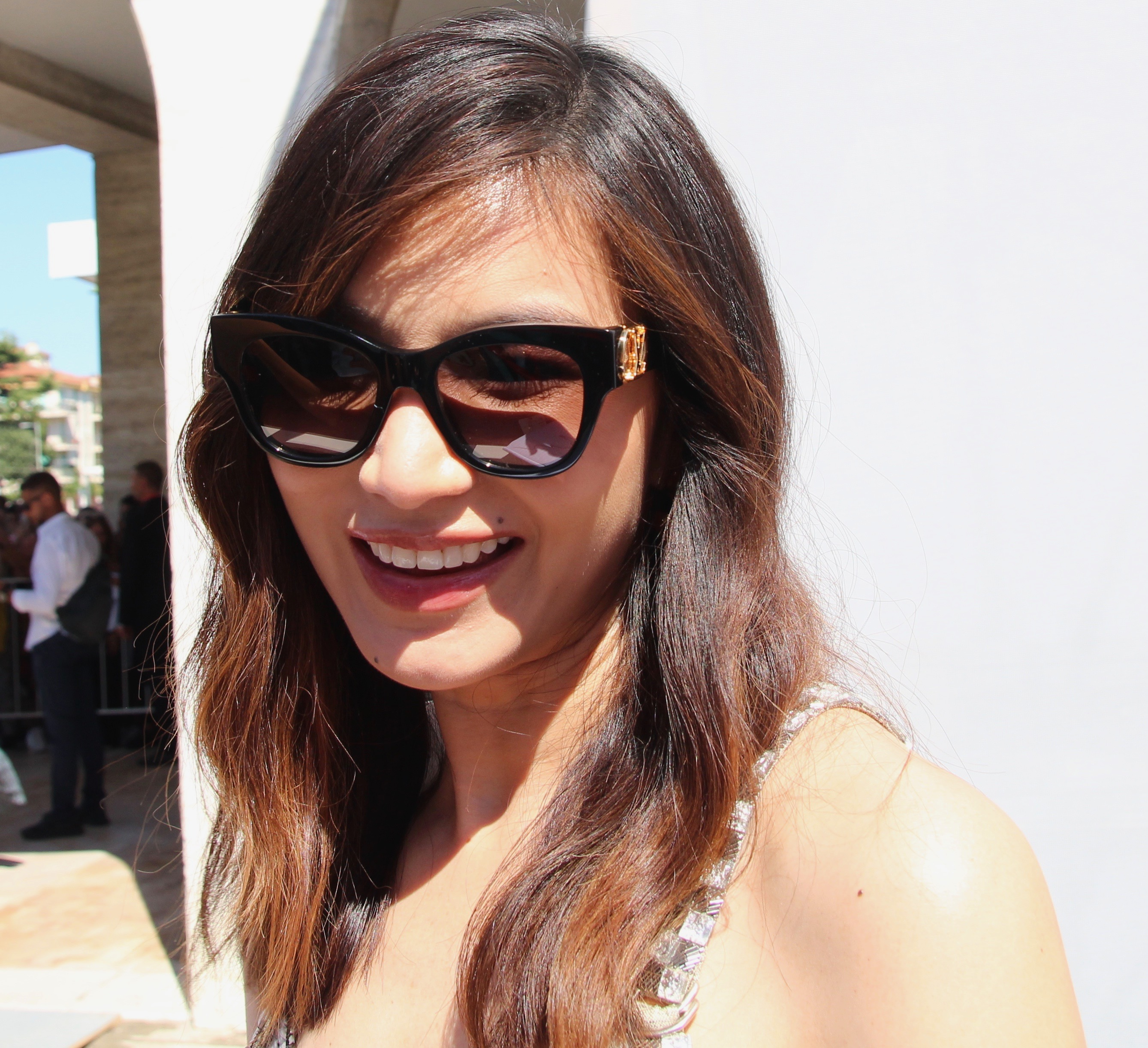
Gemma Chan (2022)
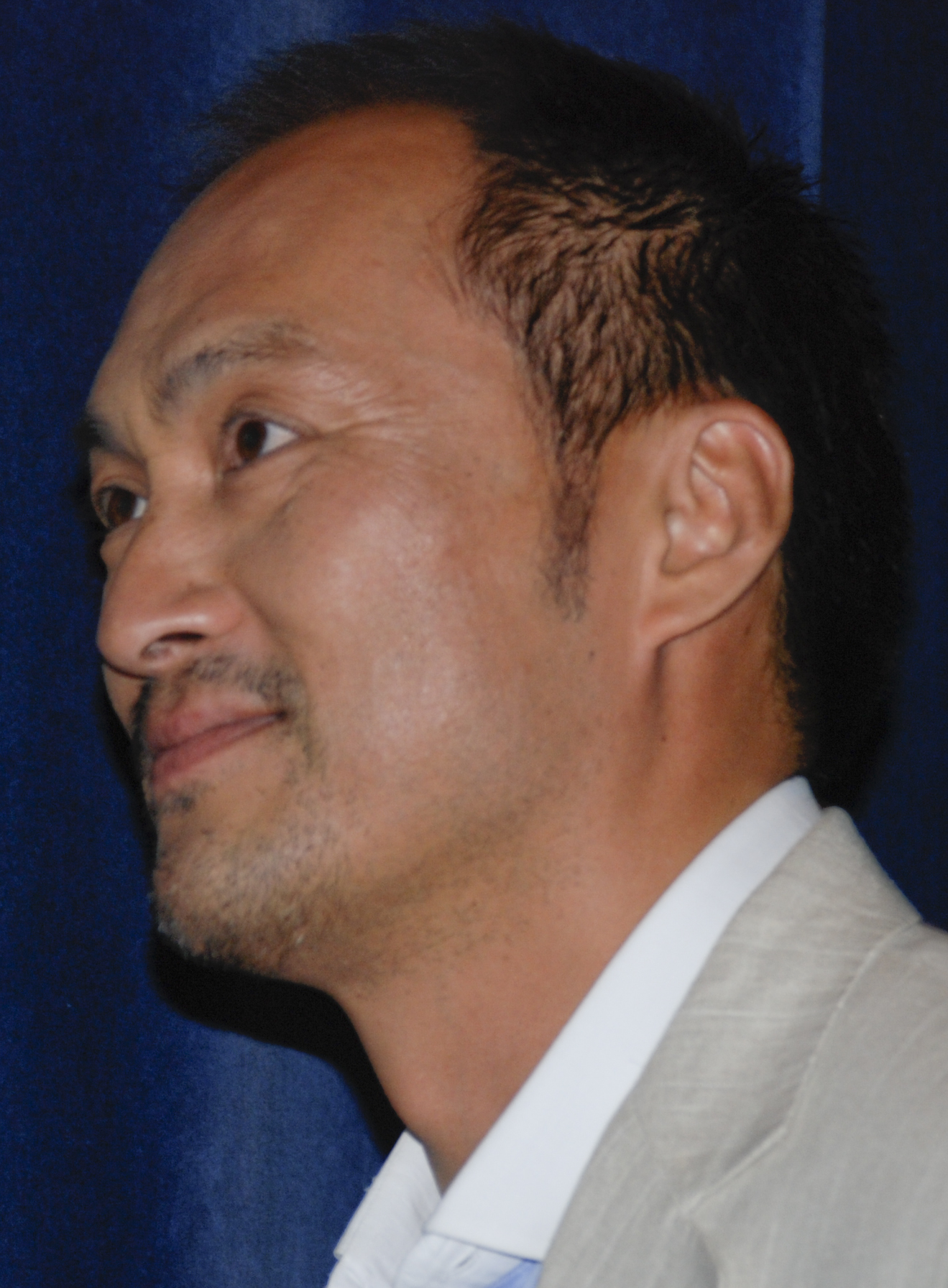
Ken Watanabe (2007)
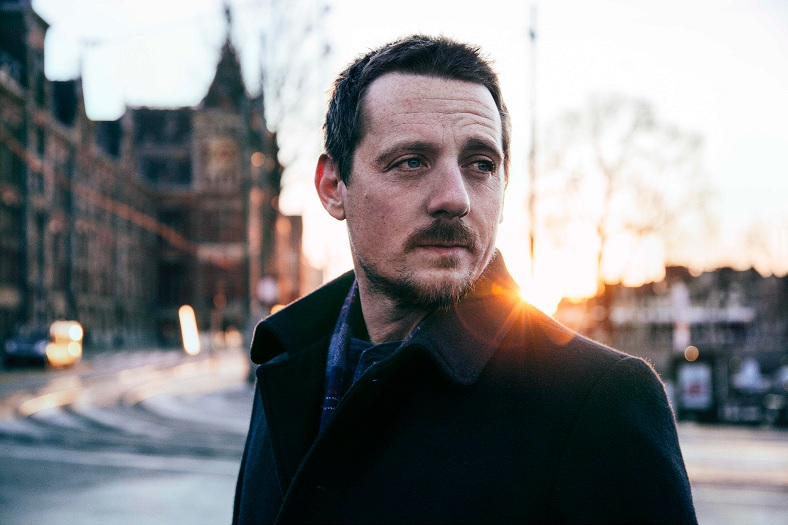
Sturgill Simpson (2016)
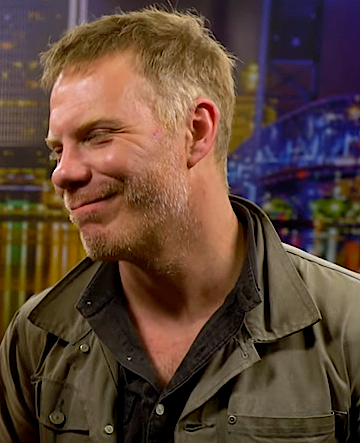
Marc Menchaca (2019)
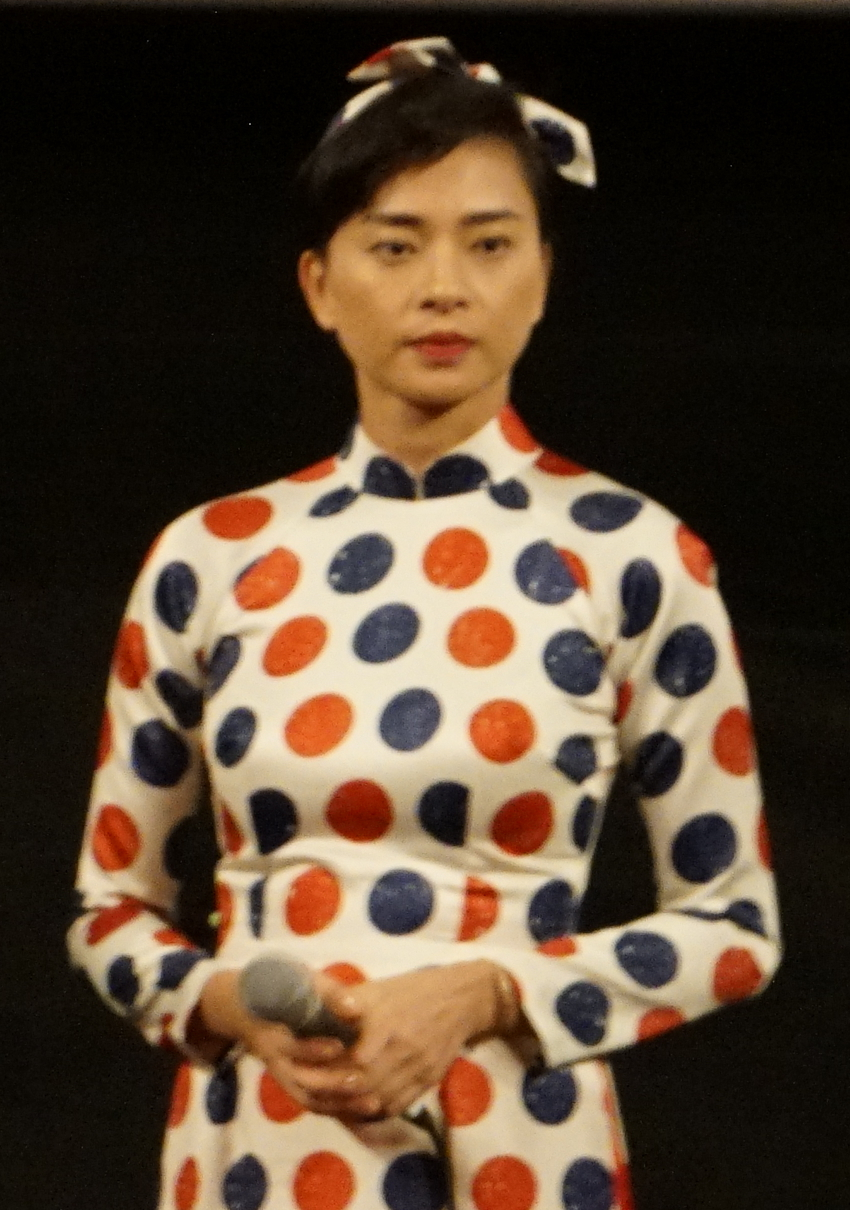
Ngô Thanh Vân (2017)
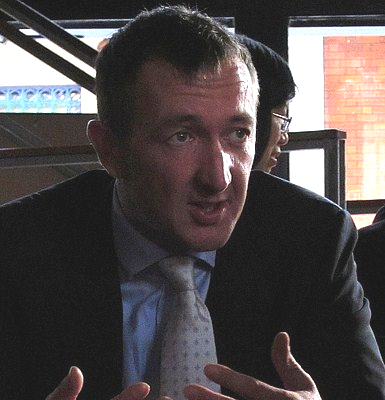
Ralph Ineson (2011)
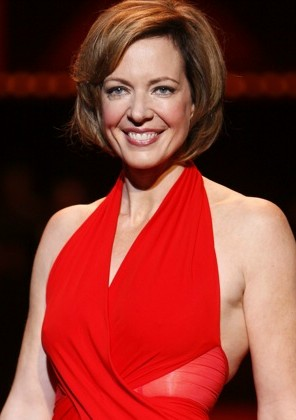
Allison Janney (2008)

- John David Washington als Joshua Taylor, ein Sergeant und Undercover-Agent der US-Armee. Er hat einen künstlichen rechten Arm und ein künstliches linkes Bein aufgrund von Verletzungen, die er bei der Atomexplosion in Los Angeles erlitten hat, und hat zudem seine Eltern und seinen Bruder verloren.
- Madeleine Yuna Voyles als Alpha-O / „Alfie“, ein Robotersimulant mit der Fähigkeit, Technologie fernzusteuern.
- Gemma Chan als Maya Fey-Taylor/Nirmata, die Tochter der ursprünglichen Nirmata (des titelgebenden „Schöpfers“) und Joshuas Frau. Chan stellt auch einen Simulanten dar, der das Aussehen der verstorbenen Maya hat.
- Allison Janney als Howell, ein Colonel der US-Armee, der Joshua rekrutiert. Sie hegt tiefe Vorurteile gegenüber KIs, da sie beide Söhne im Krieg verloren hat. Einer von ihnen wurde von Aufständischen gefoltert, nachdem er von einem Simulanten verführt wurde.
- Ken Watanabe als Harun, ein Simulantensoldat in Neu-Asien.
- Sturgill Simpson als Drew, Joshuas ehemaliger Kamerad und bester Freund.
- Amar Chadha-Patel als Omni/Sek-on/Sergeant Bui, ein Bürger von Neu Asien, der sein Ebenbild an mehrere Simulanten gespendet hat.
- Marc Menchaca und Robbie Tann als McBride und Shipley, Soldaten der U.S. Army, die zu Joshuas Truppe gehören.
- Ralph Ineson als Andrews, ein General der U.S. Army, der Joshua rekrutiert.
- Michael Esper als Cotton, der Kommandant von Joshuas Truppe.
- Ngô Thanh Vân als Kami, Drews Simulanten-Freundin.

### Entwicklung
Edwards nannte Filme wie Apocalypse Now (1979), Baraka (1992), Blade Runner (1982), Akira (1988), Rain Man (1988), The Hit (1984), E.T. der Außerirdische (1982) und Paper Moon (1973) als Inspirationsquellen für den Film.
Im Februar 2020 wurde Gareth Edwards offiziell als Regisseur des Films bekanntgegeben. Als Hauptdarsteller wurde im Mai 2021 John David Washington bekannt gegeben, einen Monat später befanden sich Gemma Chan, Danny McBride und Benedict Wong in Verhandlungen für Rollen im Film.
Im Januar 2022 schlossen sich Allison Janney, Sturgill Simpson und Marc Menchaca der Besetzung an, wobei Simpson McBride ersetzte, der aufgrund von Terminproblemen ausstieg. Einen Monat später wurde die Beteiligung von Ken Watanabe bekannt, der den ebenfalls wegen Terminproblemen ausgestiegenen Wong ersetzte. Abgerundet wurde die Besetzung durch die Newcomerin Madeleine Yuna Voyles, Amar Chadha-Patel, Robbie Tann, Ngô Thanh Vân und Ralph Ineson.

### Dreharbeiten
Die Dreharbeiten begannen am 17. Januar 2022 in Thailand. Sie endeten am 30. Mai 2022. Zu jener Zeit lief die Produktion unter dem Arbeitstitel True Love. Für die visuellen Effekte war Industrial Light & Magic verantwortlich.

## Musik
Am 17. Juli 2023 bestätigte Edwards auf dem Twitter-Account des Films, dass der deutsche Filmkomponist Hans Zimmer mit der Filmmusik beauftragt wurde. Am 19. September 2023 verriet Edwards, dass er ursprünglich plante, Zimmers Musikstil von einer auf KI-generierte Musik spezialisierten Firma nachbilden zu lassen. Obwohl das Verfahren zufriedenstellende Ergebnisse lieferte, entschied sich Edwards stattdessen für Zimmer als Komponist des Films.

### Musiktitel
|     | Titel                | Länge |
| --- | -------------------- | ----- |
| 1.  | "They're Not People" | 2:19  |
| 2.  | "A Place in the Sky" | 2:25  |
| 3.  | "Where It All Began" | 4:11  |
| 4.  | "Surrounded"         | 2:34  |
| 5.  | "She's Not Real"     | 2:13  |
| 6.  | "Standby"            | 6:12  |
| 7.  | "Missile Launch"     | 3:01  |
| 8.  | "Prayer"             | 2:47  |
| 9.  | "The Wounded"        | 3:08  |
| 10. | "Lab Raid"           | 4:31  |
| 11. | "Heaven"             | 6:57  |
| 12. | "True Love"          | 3:30  |

Zum Abspann des Films erklingt "Clair de Lune" von Claude Debussy.

## Synchronisation
Die deutschsprachige Synchronisation entstand bei Interopa Film in Berlin nach einem Dialogbuch und unter der Dialogregie von Antonia Ganz.
| Rolle                    | Schauspieler          | Synchronsprecher   |
| ------------------------ | --------------------- | ------------------ |
| Sgt. Joshua Taylor       | John David Washington | Tobias Schmidt     |
| Maya Fey-Taylor          | Gemma Chan            | Janin Stenzel      |
| Harun                    | Ken Watanabe          | Milton Welsh       |
| Drew                     | Sturgill Simpson      | Dennis Schmidt-Foß |
| McBride                  | Marc Menchaca         | Uve Teschner       |
| Omni / Sek-on / Sgt. Bui | Amar Chadha-Patel     | Jaron Löwenberg    |
| Shipley                  | Robbie Tann           | Dirk Stollberg     |
| General Andrews          | Ralph Ineson          | Dieter Memel       |
| Colonel Howell           | Allison Janney        | Eva Kryll          |

## Rezeption

### Einspielergebnisse
The Creator lieferte sich an seinem Eröffnungswochenende mit Saw X und Paw Patrol – Der Mighty Kinofilm einen Box‑Office-Kampf, den der Animationsfilm gewann. The Creator spielte 14 Mio. in den Vereinigten Staaten und 18,3 Millionen US-Dollar in anderen Ländern ein. Die Gesamteinnahmen des 80 Millionen US-Dollar teuren Films betrugen 104 Millionen Dollar. In Deutschland hatte er insgesamt 513.369 Kinobesucher.

### Kritiken
In der Website Rotten Tomatoes verzeichnet der Film vor allem von Hobbyrezensenten im Durchschnitt zu 76 % positive Bewertungen, während die 302 hauptberuflichen Filmkritiker den Film zu 66 % positiv bewerteten. Bei Metacritic erhielt der Film eine Punktzahl von 63 von 100, sie basiert auf 54 Kritiken.
Laut einem Tweet von Jeff Sneider von The InSneider ist The Creator „ein großer Science-Fiction-Film mit viel Menschlichkeit“. Der Film habe ihn „in dieser Hinsicht an District 9 erinnert.“
Bei Musikexpress wird der Film als ein unorigineller Abklatsch altbackener Hollywood-Klischees bezeichnet, der „viel zu viel Zeit vergeudet und keine unterhaltsame Action bietet“.
David Hain lobte den Film sehr für sein Worldbuilding und die visuellen Effekte. Er war sehr überrascht, dass „all diese Pracht nur 80 Millionen Dollar gekostet haben soll“. Besonders stark fand er auch die stillen Momente und die Mischungen zwischen Action und Handlungsentwicklung. Er vergab 4,5/5 Sternen und schrieb, dass The Creator „sich unter die großen, zeitlosen Meisterwerke des Genres gemischt“ hat.

### Auszeichnungen
Oscarverleihung 2024
- Nominierung für den Besten Ton (Ian Voigt, Erik Aadahl, Ethan Van der Ryn, Tom Ozanich & Dean Zupancic)
- Nominierung für die Besten visuellen Effekte (Jay Cooper, Ian Comley, Andrew Roberts & Neil Corbould)[25]

Art Directors Guild Awards 2024
- Nominierung für das Beste Szenenbild in einem Fantasyfilm (James Clyne)[26]

British Academy Film Awards 2024
- Nominierung für die Besten visuellen Effekte (Jonathan Bullock, Charmaine Chan, Ian Comley & Jay Cooper)

Critics’ Choice Movie Awards 2024
- Nominierung als Beste Nachwuchsdarstellerin (Madeleine Yuna Voyles)
- Nominierung für die Besten visuellen Effekte

Critics’ Choice Super Awards 2024
- Nominierung als Bester Science-Fiction-/Fantasyfilm
- Nominierung als Beste Schauspielerin in einem Science-Fiction-/Fantasyfilm (Madeleine Yuna Voyles)[27]

Hollywood Music in Media Awards 2023
- Nominierung für die Beste Filmmusik – Science-Fiction-/Fantasyfilm (Hans Zimmer)[28]

Online Film Critics Society Awards 2024
- Nominierung für die Besten visuellen Effekte[29]

Satellite Awards 2023
- Nominierung für die Besten visuellen Effekte[30]

Saturn-Award-Verleihung 2024
- Nominierung als Bester Science-Fiction-Film
- Nominierung für die Besten Effekte (Jay Cooper, Ian Comley, Andrew Roberts & Neil Corbould)

VES Awards 2024
- Auszeichnung für die Besten visuellen Effekte in einem fotorealistischen Spielfilm
- Auszeichnung für die Beste erschaffene Umgebung in einem fotorealistischen Spielfilm
- Nominierung für die Beste virtuelle Kameraarbeit
- Auszeichnung für das Beste Modell
- Auszeichnung für die Beste Effektsimulation in einem fotorealistischen Spielfilm
- Auszeichnung für das Beste Compositing und die beste Beleuchtung[31]

## Veröffentlichung
The Creator feierte am 26. September 2023 seine Texas-Premiere beim Fantastic Fest mit einer Sondervorführung als Eröffnungsfilm von Beyond Fest am selben Tag im Aero Theater in Santa Monica, Kalifornien. Eine frühe Presse- und Branchenvorführung des Films, der ursprünglich als Weltpremiere gedacht war, bis er von den WGA- und SAG-AFTRA-Streiks beeinträchtigt wurde, fand im TCL Chinese Theatre in Los Angeles am 18. September 2023 mit Requisiten und Kostümen aus dem Film in der Lobby statt. Edwards war ebenfalls anwesend und brachte in einer Rede vor Beginn des Films seine Unterstützung für die Besetzung des Films zum Ausdruck, die aufgrund der Streiks nicht anwesend sein und den Film nicht bewerben konnte.
Die Veröffentlichung war am 29. September 2023 in den US-Kinos und einen Tag vorher in Deutschland. Somit wurde er am gleichen Tag wie Paw Patrol – Der Mighty Kinofilm und Saw X veröffentlicht. Die Veröffentlichung war ursprünglich für den 6. Oktober 2023 geplant, bevor der Film auf der CinemaCon am 26. April 2023 um eine Woche nach vorne verschoben wurde.